# Греческий институт византийских и поствизантийских исследований
Греческий институт Византийских и пост-Византийских исследований в Венеции — единственный греческий исследовательский центр вне пределов сегодняшней Греции.

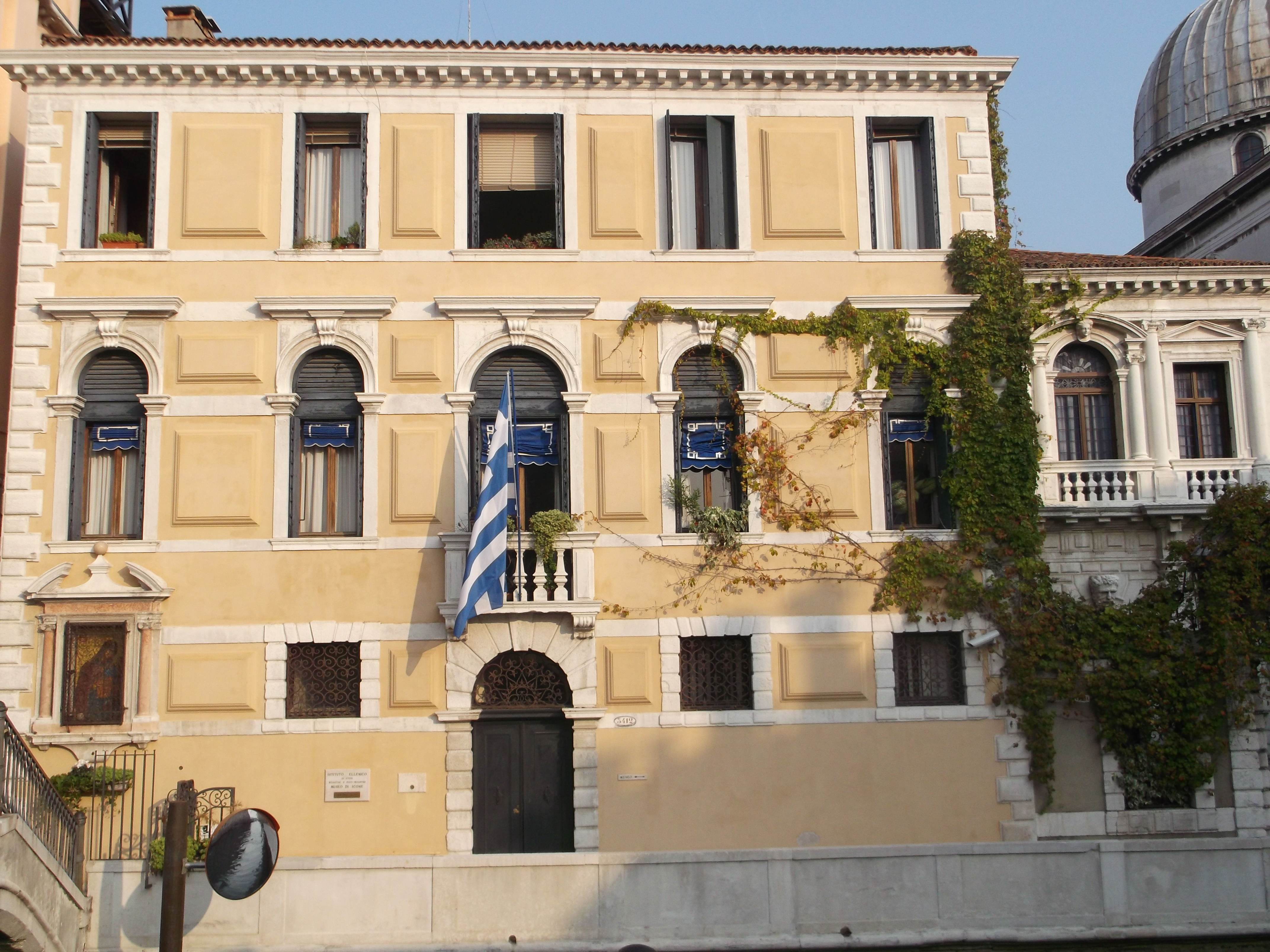
Институт Византийских и пост-Византийских исследований и музей Византийских и пост-Византийских икон

## История

Табличка греческого института Венеции

Институт основан в 1951 году, согласно соглашению между Италией и Грецией, подписанному в 1948 году. В 1953 году греческое государство подарило институту имущество исторической греческой православной общины Венеции. В свою очередь община передала своё имущество греческому государству, при условии получения гарантированной материальной поддержки.
Институт располагается в здании бывшей Школы Флангиниса и начал функционировать в 1958 году, после завершения реставрационных работ в зданиях общины.
Основная цель института — исследование Византийской и пост-Византийской истории, сосредотачивая внимание прежде всего на историю греческих территорий под латинским господством, основываясь на итальянских и в частности венецианских архивах — а также публикация соответствующих исторических источников.
Исследования в архивах и библиотеках производят греческие исследователи, готовящие свои докторские и другие диссертации по вопросам истории, искусства и литературы греческих земель под венецианским правлением, а также по вопросам истории и деятельности греческой общины Венеции.
Институт издаёт ежегодный журнал «Тезаурисмата» (греч. «Θησαυρίσματα»), а также ряд изданий: «Библиотека», «Греколатинский Восток» («Oriens Graecolatinus»), «Греколатинские источники» («Graecolatinitas Nostra-Fonti»).

## Библиотека

### Печатные издания
Ядро коллекции составляют книги сохранившиеся из богатой библиотеки Школы Флангиниса. Это примерно 2 000 томов, напечатанных греческими типографиями Венеции с 16-го по 18-й века.
Большинство старых книг напечатаны издательствами Гликаса и Теодосиу и в основном представляют собой церковные и школьные тексты.
Однако библиотека располагает печатными книгами на разговорном демотическом греческом (работы Критской литературы, стихи романсы и др.).
Новые книги охватывают области Византийской и пост-Византийской истории и литературы, истории греческих территорий под венецианским правлением, а также итальянской и европейской истории и литературы.

### Рукописи
Институт располагает коллекцией 41 греческих манускриптов, 4 итальянских и 1 славянского 18-го века. Особенный интерес представляют 3 расписанных манускрипта Евангелия, византийского периода (12-го, 13-го и 15-го веков соответственно), известный манускрипт 14-го века псевдо-Калисфеновского романа о Александре Великом, с 250 миниатюрами, и Протесис Святого Георгия — том, в котором с 1630 года вписывались имена благодетелей церкви для упоминания во время службы.

## Архив
Архив института (1498—1955) имеет большое значение для истории общины, предоставляет богатую информацию о социальной и экономической жизни греков в Венеции, их искусстве, их образовании и их церковной истории.
Наиболее важные записи — листы с именами членов общины, записи их собраний (Capitolari), записи крещений, рождений, свадеб и похорон, инвентаризационные и бухгалтерские книги, коммерческие записи, устав общины (Mariegola), и записи взносов и даров.
Архив содержит документы о распорядительстве капиталом общины, о религиозных делах (канцелярия Православной Архиепископии Филадельфии), ткани из церкви Святого Георгия, госпиталя и школы Флангиниса.
Здесь также хранятся папские буллы 15-го и 16-го веков, пергаменты от венецианских дожей (16—18-го веков), и письма от патриархов Константинополя, Иерусалима и Александрии архиепископам Филадельфии (16—19-й века).

## Музей
В 1959 году при институте был открыт Музей Византийских и пост-Византийских икон  (Венеция).